# Bánki-patak
A Bánki-patak Bánk településtől északnyugatra ered, Nógrád vármegyében a 2-s és 22-s út körforgalma közelében, mintegy 200 méteres tengerszint feletti magasságban. Esése a torkolatig kb. 30m, hossza kb. 3,7 km. A patak forrásától kezdve délkeleti irányban halad. Bánk keleti részénél elfolyik a Bánki-tó mellett, fogadja annak felesleges vizét, majd a Lókos-patakba torkollik.
Medrét Bánk (település) központjának egy szakaszán (a parkoló és a strand  területén) befedték.

## Part menti települések
- Bánk